# Brigida
Brigida  è un nome proprio di persona italiano femminile.

## Varianti
- Femminili: Brigitta[3][6]
- Maschili: Brigido[5][7]

### Varianti in altre lingue
Di seguito si trova una lista delle varianti del nome in altre lingue:
- Basco: Birxita[8], Birkide[8]
- Bulgaro: Бригита (Brigita)[senza fonte]
- Catalano: Brígida[8]
- Ceco: Brigita[senza fonte]
- Croato: Brigita
- Danese: Birgit, Birgitta, Birgitte, Berit
- Faroese: Birita
- Finlandese: Piritta[4], Birgitta
- Francese: Brigitte[4]
- Galiziano: Bríxida[8]
- Gallese: Ffraid[4]
- Inglese: Bridget[4][9], Bridgette
- Irlandese: Brighid[4], Brigid[4], Bridget[4]
- Islandese: Birgitta[senza fonte]
- Latino: Brigitta[2]
- Lettone: Brigita
- Mannese: Breeshey
- Norvegese: Birgitte, Birgitta, Birgit, Berit
- Olandese: Brigitta
- Polacco: Brygida
- Portoghese: Brígida[4]
- Romaní: Bidi[4]
- Russo: Бригитта (Brigitta)
- Serbo: Бригита (Brigita)[senza fonte]
- Sloveno: Brigita
- Spagnolo: Brígida[4][8], Brigida
- Svedese: Birgitta, Brigitte[4], Birgit, Berit
- Tedesco: Brigitte[4], Brigitta
- Ungherese: Brigitta

1. ↑  Tutte le varianti elencate in questa sezione sono verificabili, salvo diversamente specificato, alla nota 1.

### Forme alterate e ipocoristiche
Il nome conta numerose forme abbreviate e alcuni diminutivi, fra i quali:
- Danese: Birte, Birthe, Brita, Britt, Britta, Gitte
- Finlandese: Pirjo, Pirkko[4], Priita, Riitta[4], Brita
- Inglese: Bee, Biddy[4], Bridie[4], Biddie[4], Bridge[4], Brigh[4], Bree[4]
- Irlandese: Bríd, Bride, Bred, Bridie[10], Brídín[4], Biddy[11], Bidelia[11], Bedelia[11]
- Norvegese: Brit, Britt, Brita, Britta
- Svedese: Britt, Britta, Brita, Gittan
- Tedesco: Gitta

1. ↑  Le forme alterate e gli ipocoristici elencati di seguito sono verificabili, salvo diversamente specificato, alla nota 1.

## Origine e diffusione

Santa Brigida d'Irlanda

Deriva dal nome irlandese Brighid, Brigid o Brigit, basato sulla radice brigh, briga ("forza", "potenza") oppure su brig, brigant ("alto"), e può quindi essere interpretato come "forte", "potente" o come "alta", "esaltata", "eccelsa". Alcune altre interpretazioni lo riconducono al germanico beraht ("brillante", "famoso").
Era originariamente il nome di Brigid, la dea irlandese del fuoco, della poesia e della saggezza. La figura di santa Brigida d'Irlanda (che, secondo alcune fonti, non sarebbe altro che una rielaborazione in chiave cristiana della dea pagana) e di santa Brigida di Svezia contribuirono alla diffusione del nome in ambienti cristiani.
In Irlanda, il nome cominciò ad essere usato effettivamente per le bambine neonate a partire dal XVII secolo, dato che prima era considerato troppo sacro (similmente a quanto avvenuto anche per i nomi Patrizio e Gesù); nel XIX secolo, l'ipocoristico Biddy era talmente comune che cominciò ad essere usato come slang per indicare genericamente una donna irlandese (analogamente a quanto avvenne in Inghilterra per Jack e Jenny, o in Italia per Tizio).
In Inghilterra è in uso sin dal XIV secolo, nella forma Bridet; la forma attuale Bridget è derivata da Brigitta, la latinizzazione delle arcaiche forme irlandesi Brigid e Brigit.
In Scandinavia si diffuse intorno al XIV secolo, grazie al culto della santa svedese, nella forma Birgitta (che però potrebbe anche essere una forma femminile di Birger).

## Onomastico
Generalmente, l'onomastico viene festeggiato il 1º febbraio in ricordo di santa Brigida d'Irlanda (o di Kildare) oppure il 23 luglio in memoria di santa Brigida (o Birgitta) di Svezia, patrona d'Europa. Vi sono altre sante e beate con questo nome, che si ricordano nei giorni seguenti:
- 15 gennaio, santa Britta o Brigida, religiosa e martire con santa Maura[15]
- 21 gennaio, santa Brigida di Kilbride, amica della più nota santa irlandese, venerata a Lismore[15]
- 28 gennaio, santa Brigida, donna scozzese martire in Piccardia durante un pellegrinaggio a Roma[15]
- 1º febbraio, santa Brigida di Fiesole, detta "la Giovane", sorella di sant'Andrea da Fiesole, eremita[15]
- 3 settembre, beata Brigida di Gesù, fondatrice delle Suore orsoline di Maria Immacolata[14][15]

## Persone

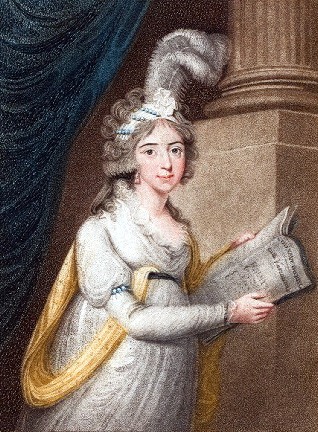
Brigida Banti

- Brigida d'Irlanda, religiosa, badessa e santa irlandese
- Brigida di Svezia, religiosa, mistica e santa svedese
- Brigida Banti, soprano italiana
- Brigida Morello, religiosa italiana
- Brigida Maria Postorino religiosa italiana

### Variante Bridget

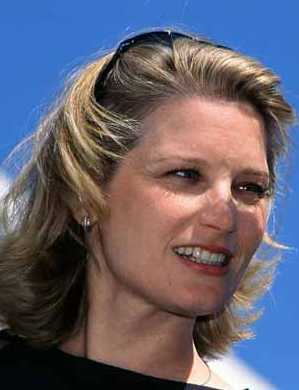
Bridget Fonda

- Bridget Bishop, donna statunitense condannata per stregoneria durante il processo alle streghe di Salem
- Bridget Fonda, attrice statunitense
- Bridget Hall, modella statunitense
- Bridget Johnson, produttrice cinematografica statunitense
- Bridget Marquardt, modella e personaggio televisivo statunitense
- Bridget Moynahan, attrice e modella statunitense
- Bridget Neval, attrice australiana
- Bridget Powers, pornoattrice statunitense
- Bridget Regan, attrice statunitense
- Bridget Regan, cantante e musicista statunitense
- Bridget Riley, pittrice inglese
- Bridget Wishart, cantante inglese

### Variante Bridgette

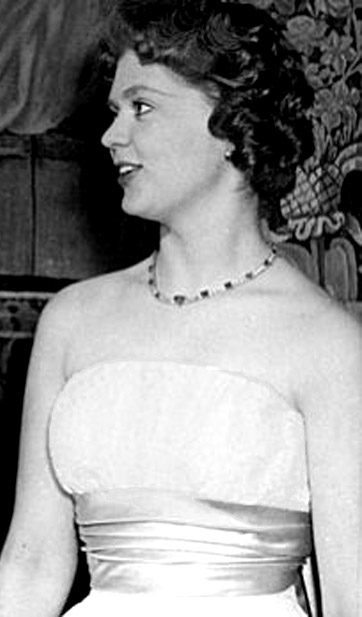
Brigitta di Svezia

- Bridgette Gusterson, pallanuotista australiana
- Bridgette Kerkove, pornoattrice, regista e produttrice cinematografica statunitense
- Bridgette Wilson, attrice statunitense

### Variante Brigitta
- Brigitta di Svezia, nobile svedese
- Brigitta Boccoli, attrice e showgirl italiana
- Brigitta Kocsis, pornoattrice ungherese
- Brigitta Westphal, pittrice tedesca

### Variante Brigitte

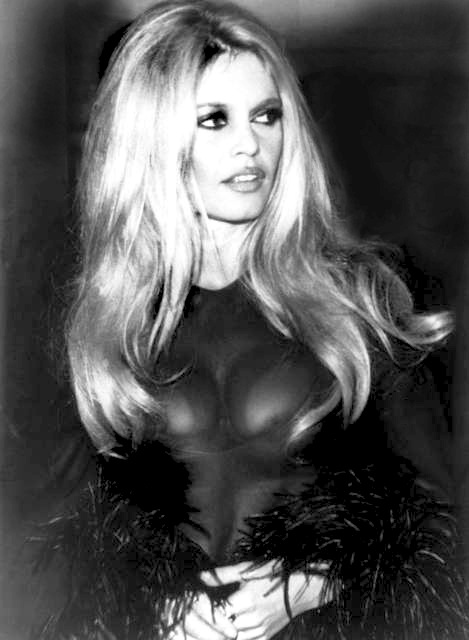
Brigitte Bardot

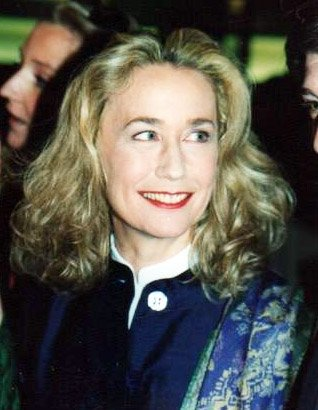
Brigitte Fossey

- Brigitte Acton, sciatrice alpina canadese
- Brigitte Bako, attrice canadese
- Brigitte Barazer de Lannurien, modella francese
- Brigitte Bardot, attrice, modella e cantante francese
- Brigitte Becue, nuotatrice belga
- Brigitte Benon, schermitrice francese
- Brigitte Christensen, attrice italiana
- Brigitte Fontaine, cantante, scrittrice, poetessa, autrice, compositrice e interprete francese
- Brigitte Fossey, attrice francese
- Brigitte Foster-Hylton, atleta giamaicana
- Brigitte Gadient, sciatrice alpina svizzera
- Brigitte Gapais-Dumont, schermitrice francese
- Brigitte Hamann, scrittrice e storica tedesca
- Brigitte Helm, attrice tedesca
- Brigitte Konjovic, modella francese
- Brigitte Lahaie, pornoattrice e attrice francese
- Brigitte Latrille-Gaudin, schermitrice francese
- Brigitte Lin, attrice cinese
- Brigitte McMahon, triatleta svizzera
- Brigitte Nielsen, attrice, modella, conduttrice televisiva e cantante danese
- Brigitte Obermoser, sciatrice alpina austriaca
- Brigitte Oertel, schermitrice tedesca
- Brigitte Oertli, sciatrice alpina svizzera
- Brigitte Totschnig, sciatrice alpina austriaca
- Brigitte Wujak, atleta tedesca

### Variante Birgit
- Birgit Finnilä, contralto svedese
- Birgit Fischer, canoista tedesca
- Birgit Heeb, sciatrice alpina liechtensteinese
- Birgit Nilsson, soprano svedese
- Birgit Õigemeel, cantante e attrice estone
- Birgit Prinz, calciatrice tedesca

### Variante Britt
- Britt Ekland, attrice svedese

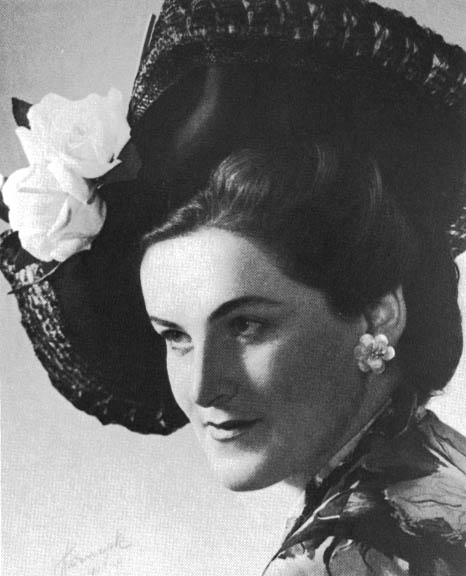
Birgit Nilsson

- Britt Janyk, sciatrice alpina canadese
- Britt Lafforgue, sciatrice alpina francese
- Britt McKillip, attrice e doppiatrice canadese
- Britt Nichols, attrice portoghese

### Variante Britta

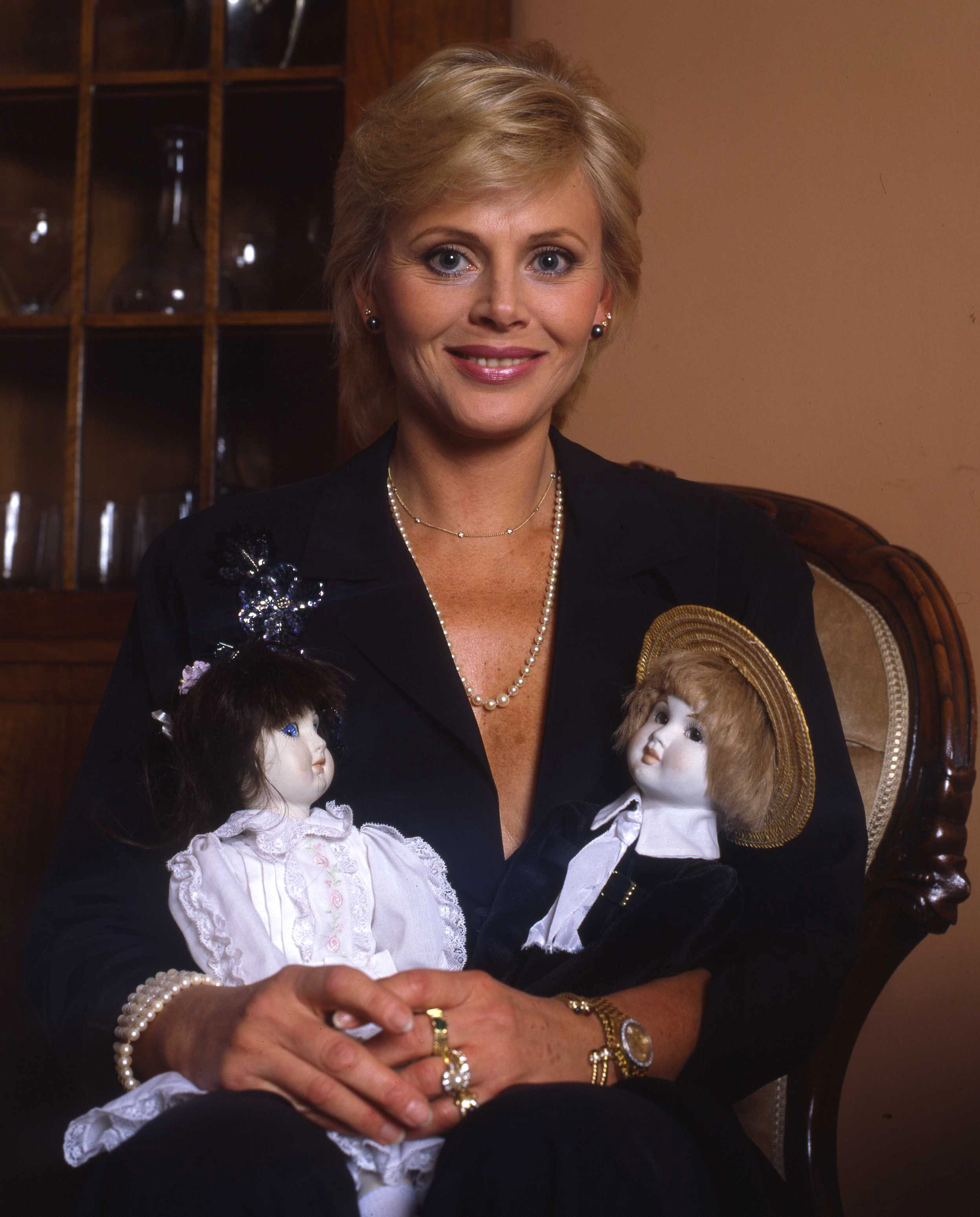
Britt Ekland

- Britta Heidemann, schermitrice tedesca
- Britta Oppelt, canottiera tedesca
- Britta Steffen, nuotatrice tedesca

### Variante Riitta
- Anne Riitta Ciccone, regista e sceneggiatrice finlandese naturalizzata italiana
- Riitta Inkeri Väisänen, modella, attrice e conduttrice televisiva finlandese
- Riitta Myller, politica finlandese

### Altre varianti

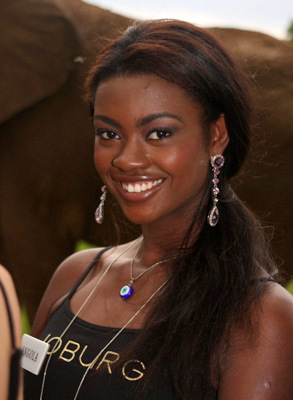
Brigite dos Santos

- Gitta Alpár, cantante, attrice e soprano ungherese
- Brigite dos Santos, modella angolana
- Bridgit Mendler, attrice e cantante statunitense
- Brit Pettersen, fondista norvegese
- Gitta Sereny, giornalista e storica britannica
- Birgitta Sewik, giocatrice di curling svedese
- Birgitte van Deurs, nobile britannica
- Birte Weigang, nuotatrice tedesca
- Birte Wentzek, attrice tedesca

## Il nome nelle arti
- Bridgette è un personaggio della serie animata A tutto reality.
- Bridget è un personaggio della serie videoludica Guilty Gear.
- Bedelia è un personaggio della serie a fumetti Venerdì 12.
- Bridget Forrester Marone è un personaggio della soap opera Beautiful.
- Bedelia Grantham è un personaggio del film del 1982 Creepshow, diretto da George A. Romero.
- Bridget Jones è un personaggio del romanzo di Helen Fielding Il diario di Bridget Jones, e del film omonimo da esso tratto.
- Brigitta McBridge è uno dei personaggi dei fumetti della Banda Disney.
- Birgit Q è un personaggio delle serie a fumetti PK - Paperinik New Adventures, PK² e PK - Pikappa.
- Birgitte Silverbow è un personaggio della serie di romanzi La Ruota del Tempo, scritta da Robert Jordan.
- Bridget Von Hammersmark è un personaggio del film del 2009 Bastardi senza gloria, diretto da Quentin Tarantino.

## Curiosità
- I Brigidini sono dei dolci tradizionali toscani, che devono il loro nome al fatto di essere stati prodotti, un tempo, artigianalmente dalle suore brigidine di Pistoia[3].